# Josep Esteve i Bonet

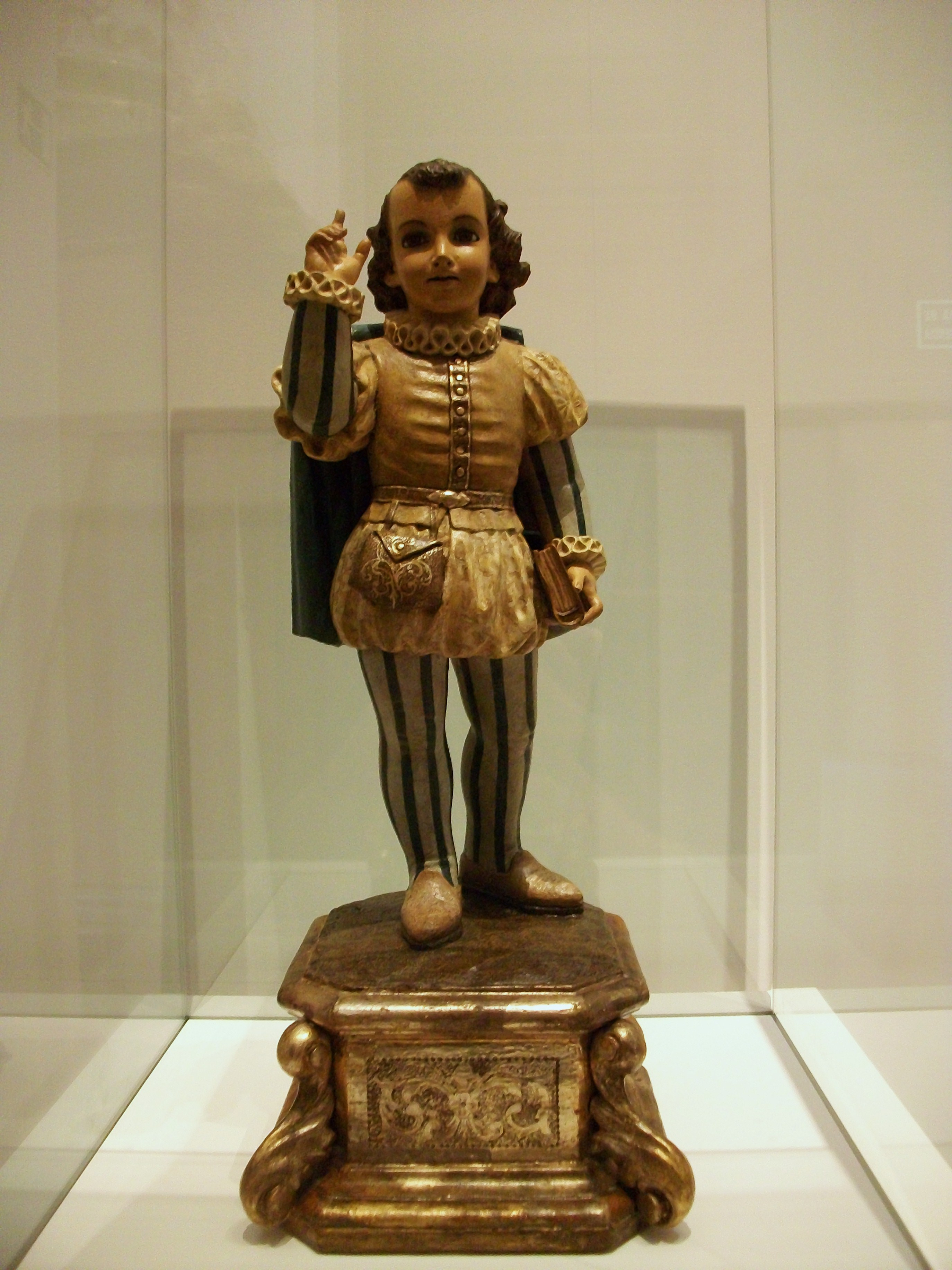
Escultura de Sant Vicent Ferrer xiquet, obra d'Esteve i Bonet

Josep Esteve i Bonet (València, 1741 - 1802) va ser un escultor valencià. Era fill del també escultor Francesc Esteve, dit El Salat. El seu fill, Rafael Esteve i Vilella, fou un destacat gravador.
Estudià a l'Acadèmia de Belles Arts de Sant Carles, a València, on va rebre la influència dels mestres italians Miquel Àngel i Gian Lorenzo Bernini a través del mestratge del també valencià Ignasi Vergara, de qui seria un dels més destacats i fidels deixebles. Fou elegit acadèmic de Sant Carles l'any 1772. Posteriorment hi fou director d'escultura i director general (1781). L'any 1790 fou nomenat escultor de cambra honorari per Carles IV. Entre moltes altres obres va ser autor d'una Immaculada Concepció que es trobava a la Catedral de València i que fou destruïda durant la Guerra Civil. Va fer molts obres en fusta, en la manera de la imatgeria barroca tradicional, tot destacant com a escultor d'obres de temàtica religiosa.

## Obres
- Betlem del Príncep. Aquesta obra va ser un encàrrec realitzat pel rei Carles III el 1760 i estava destinat al seu fill Carles IV per a ser col·locat al Palau del Buen Retiro. Va ser realitzat en col·laboració amb José Ginés Marín. Esteve va realitzar unes 180 figures de 50 cm d'altura cadascuna.
- Sant Judes Tadeu, Sant Felip i Sant Pere (1775) que es troben a la Catedral de València.
- Sant Joan Baptista (1776) que pot contemplar-se en l'església de Xiva.
- Sant Josep (Capella de Sant Josep de la Catedral de Sevilla).
- Crist, a l'església de Iecla, Múrcia, (1800).
- Santa Anna (1773), Crist de la Bona Mort i Mare de Déu dels Dolors (1774), es podien contemplar a l'església de Santa Anna de Senyera, (Ribera Alta) però van ser destruïdes durant la Guerra Civil.
- Sant Vicent Ferrer i Sant Vicent Màrtir a la Basílica de la Mare de Déu dels Desemparats (València).
- Crist de la Defensión de Jerez de la Frontera.